# Долішній Іван Васильович
Іван Васильович Долішній (15 березня 1921, с. Тяпче, Калуський район, Івано-Франківська область — 8 серпня 2004) — член ОУН-УПА, політв'язень.

## Життєпис
Народився Іван Васильович Долішній в с. Тяпче Долинського повіту 15 березня 1921 року в патріотичній селянській родині. Ще навчаючись в школі, Іван створив в селі підпільну групу, головним напрямом діяльності якої була боротьба з польськими симпатиками. За розповсюдження листівок Івана Долішнього та його друзів-однокласників притягнули до польського суду і звільнили як неповнолітніх.
Після навчання у сільській Тяпчанській та Болехівській міській школах, здобув професійну освіту в торговельній школі.
У 1937 році став членом юнацтва ОУН в селі Тяпче, а в 17 років його призначено районним провідником юнацтва. У районному підпорядкуванні були три підрайони, куди входили села Якубів, Солуків, Яворів, Гошів, Тяпче, Княжолука, Гузіїв, Човгани (Міжріччя), Підбереж. У 1939 році перебрав на себе керівництво юнацькою сіткою ОУН Болехівщини. У 1942 році, вчасно попереджений про арешт, пішов на підпільну роботу організаційним референтом юнацтва Калуського повітового проводу ОУН, де проводив вишкіл молоді, готуючи провідників для станиць і районів. У 1944 році його перевели в Долинський повітовий провід ОУН референтом пропаганди. Згодом виконував функції референта Служби Безпеки проводу, а після загибелі «Іскри» займає пост повітового провідника ОУН.
В підпіллі мав три псевдо: «Бунтар», «Богун» та «Шолом».
У січні 1947 року повертався з трьома побратимами із зустрічі з окружним проводом Калущини до бункера, який обступили облавники та кинули в бункер гранату. Всі товариші загинули, вижив тільки Іван Долішній. Важкопораненого непритомного його спочатку відправили в Болехів, а потім у Станіславську тюрму.8 грудня 1947 року після десятимісячного слідства військовий трибунал МВС Станіславської області засудив Івана Долішнього до 25 років таборів спочатку у Заполяр'ї, потім в Іркутських таборах, з яких у 1956 році звільнили без права проживання в Україні. Тимчасово поселився в Караганді, куди була вивезена у 1947 році родина Долішніх.
Під час відпустки Іван Долішній відвідав рідне село в 1957 році і одружився з подругою по боротьбі Оленою Павлишин, яка також повернулася з неволі.
У 1957 році в Караганді Івана Долішнього знову заарештували за антирадянську діяльність і без суду відправили у мордовські табори, з яких звільнився в серпні 1965 року. Після звільнення без права повернутися до сім'ї в рідне село, знайшов роботу в Новому Роздолі. 6 січня 1986 року вийшов на пенсію, звільнившись з роботи переїхав жити нелегально в своєму домі в Тяпче і тільки 1996 року приписався в рідному селі. У 1993 році Очолив Братство ОУН-УПА, яким керував до останніх днів життя.
Був ініціатором і брав участь у виданні літопису визвольних змагань «Нескорена Долинщина».
Помер Іван Долішній 8 серпня 2004 року.

## Вшанування пам'яті
Пам'яттю про життя Івана Долішнього є книга Михайла Бориса «Гомін волі» (2006).